# Ulrich Platt
Ulrich Platt (* 27. Juli 1949 in Eberbach) ist ein deutscher Physiker (Umweltphysik, Atmosphärenchemie).

## Werdegang
Platt studierte an der Ruprecht-Karls-Universität Heidelberg Physik mit dem Diplom 1974 und der Promotion 1977 über Mikrometeorologie. Als Post-Doktorand war er am Institut für Atmosphärische Chemie der Kernforschungsanlage Jülich und 1980 bis 1982 an der University of California at Riverside (SAPRC, Statewide Air Pollution Research Center). 1984 habilitierte er sich an der Universität Köln in Geophysik. 1989 wurde er Professor für Experimentalphysik an der Universität Heidelberg und 1990 bis zur Emeritierung 2015 war er dort Direktor des Instituts für Umweltphysik. 1995 bis 1996 und 2012 bis 2013 war er Dekan der Fakultät für Physik und Astronomie.
Er befasst sich besonders mit Chemie der Troposphäre und entwickelte das Verfahren der Differentiellen Optischen Absorptionsspektroskopie (DOAS), das es ermöglicht Schadstoffe (freie Radikale) und Spurengase in der Atmosphäre etwa bei Satellitenbeobachtungen zu messen. Das Verfahren revolutionierte die Entwicklung von Atmosphärenmodellen. Es wird auch bei der Analyse von Vulkangasen verwendet und eine Weiterentwicklung (Multiaxiale DOAS) ermöglicht die systematische Abtastung des Himmels. Er untersuchte die Freisetzung von Halogenradikalen zum Beispiel aus Salzseen und Meereis und chemische Instabilitäten der Atmosphäre wie die Bromexplosion. Dabei unternahm er auch Messungen in der Antarktis, auf Gletschern und über Satelliten.

## Auszeichnungen und Mitgliedschaften
- 2010 erhielt er den Robert-Wichard-Pohl-Preis für die Entwicklung des DOAS-Verfahrens.
- seit 1999 externes Mitglied der Max-Planck-Gesellschaft
- seit 2009 Mitglied der Heidelberger Akademie der Wissenschaften
- seit 2014 Mitglied der Leopoldina
- 2022 Ehrennadel der Deutschen Physikalischen Gesellschaft

## Schriften (Auswahl)
- mit Jochen Stutz: Differential optical absorption spectroscopy : principles and applications, Springer 2008
- mit Young J. Kim (Hrsg.): Advanced Environmental Monitoring, Springer 2007
- Hrsg. mit John P. Burrows, Peter Borrell: The Remote Sensing of Tropospheric Composition from Space, Springer 2011
- Hrsg. mit John P. Burrows, Patricia M. Borrell, Peter Borrell: Sounding the Troposphere from Space: A New Era for Atmospheric Chemistry, Springer 2004